# Hexic 2
Hexic 2 is het vervolg op Alexey Pajitnov's puzzel spel Hexic, ontwikkeld door Carbonated Games. Het is uitgebracht op 15 augustus 2007 en is alleen beschikbaar voor de Xbox 360 via de dienst Xbox Live Arcade

## Gameplay
Het spelbord is een kolom groter dan in het originele spel om te zorgen voor een efficiënter gebruik van het spelbord en om twee onmogelijke hexagonen te verwijderen (de hexagon rechtsboven en rechtsbeneden). 
Nieuw in Hexic 2 is de "Battle" modus, waar de speler het moet opnemen tegen de computer (of een speler op Xbox Live) in een race om hun meterbalk te vullen voordat de ander dat heeft gedaan. Dit wordt gedaan door stukjes weg te spelen van het bord, alsmede door diverse "aanvallen" op de tegenstander los te laten.
De spelmodi "Marathon," "Timed Marathon," en "Survival" uit het eerste spel komen terug in Hexic 2.

## Ontvangst
| Beoordeeld door            | Jaar | Score |
| -------------------------- | ---- | ----- |
| TeamXbox                   | 2007 | 87%   |
| GamingExcellence           | 2007 | 85%   |
| 1UP                        | 2007 | 83%   |
| 4Players.de                | 2007 | 80%   |
| Game Positive              | 2007 | 78%   |
| GameSpot                   | 2007 | 75%   |
| Worth Playing              | 2008 | 75%   |
| FOK!games                  | 2007 | 74%   |
| Daily Game                 | 2007 | 72%   |
| Games Radar                | 2007 | 70%   |
| Xbox World Australia (XWA) | 2007 | 68%   |
| IGN                        | 2007 | 65%   |
| Planet Xbox 360            | 2007 | 61%   |

## Trivia
- Het spel had een bug waardoor bomdreigingen werd verwijderd na het opslaan van de spelstand. Hierdoor konden spelers eeuwig leven. Deze bug werd op 23 september 2007 fixed via een update samen met een aantal andere kleine wijzigingen.
- Het spel is opgenomen in het boek 1001 Video Games You Must Play Before You Die van Tony Mott.